# Hudson (Texas)
Hudson è un centro abitato degli Stati Uniti d'America, situato nella contea di Angelina dello Stato del Texas. Secondo il censimento effettuato nel 2010 la sua popolazione ammontava a 4,731 unità.

## Geografia fisica

### Territorio
Hudson è situato nella fascia nord-centrale della contea, ed è adiacente al confine occidentale di Lufkin. La Texas State Highway 94 passa attraverso la comunità.
Secondo l'Ufficio del censimento degli Stati Uniti d'America la contea ha un'area totale di 5.1 miglia quadrate (13.2 km²), di cui 5.1 miglia quadrate (13.1 km²) sono terra, mentre 0.04 miglia quadrate (0.1 km², corrispondenti allo 0.76% del territorio) sono costituiti dall'acqua.

## Società

### Evoluzione demografica
Secondo il censimento effettuato nel 2000, c'erano 3,792 persone, 1,288 nuclei familiari e 1,013 famiglie residenti nella città. La densità di popolazione era di 827.9 persone per miglio quadrato (319.7/km²). C'erano 1,390 unità abitative a una densità media di 303.5 per miglio quadrato (117.2/km²). La composizione etnica della città era formata dal 83.91% di bianchi, il 3.96% di afroamericani, lo 0.21% di nativi americani, lo 0.29% di asiatici, il 9.81% di altre razze, e l'1.82% di due o più etnie. Ispanici o latinos di qualunque razza erano il 17.06% della popolazione.
C'erano 1,288 nuclei familiari di cui il 44.2% aveva figli di età inferiore ai 18 anni, il 59.6% erano coppie sposate conviventi, il 12.9% aveva un capofamiglia femmina senza marito, e il 21.3% erano non-famiglie. Il 17.8% di tutti i nuclei familiari erano individuali e il 6.2% aveva componenti con un'età di 65 anni o più che vivevano da soli. Il numero di componenti medio di un nucleo familiare era di 2.94 e quello di una famiglia era di 3.30.
La popolazione era composta dal 31.3% di persone sotto i 18 anni, il 10.5% di persone dai 18 ai 24 anni, il 30.7% di persone dai 25 ai 44 anni, il 20.0% di persone dai 45 ai 64 anni, e il 7.5% di persone di 65 anni o più. L'età media era di 30 anni. Per ogni 100 femmine c'erano 99.8 maschi. Per ogni 100 femmine dai 18 anni in su, c'erano 95.5 maschi.
Il reddito medio di un nucleo familiare era di 33,511 dollari, e quello di una famiglia era di 37,292 dollari. I maschi avevano un reddito medio di 26,935 dollari contro i 19,722 dollari delle femmine. Il reddito pro capite era di 13,798 dollari. Circa il 12.1% delle famiglie e il 13.3% della popolazione erano sotto la soglia di povertà, incluso il 16.7% di persone sotto i 18 anni e il 15.5% di persone di 65 anni o più
Nel 1980 abitavano nella città 695 persone e 2.374 nel 1990. L'ultimo censimento effettuato, quello del 2010, riporta che i residenti erano 4.731.

## Cultura

### Istruzione
Hudson è servito dalla Hudson Independent School District.

## Economia

### Servizi
Il City of Hudson Police Department è stato formato nel 2001. Il dipartimento è situato in 201 Mt Carmel Rd. Hudson non ha uffici postali.